# Astragalus longissimus
Astragalus longissimus är en ärtväxtart som först beskrevs av Marcus Eugene Jones, och fick sitt nu gällande namn av Rupert Charles Barneby. Astragalus longissimus ingår i släktet vedlar, och familjen ärtväxter. Inga underarter finns listade i Catalogue of Life.